# Bertula poliostigma
Bertula poliostigma är en fjärilsart som beskrevs av George Francis Hampson. Bertula poliostigma ingår i släktet Bertula och familjen nattflyn. Inga underarter finns listade i Catalogue of Life.